# Tikrit South Airport

i7
i11
i13
Der Tikrit South Airport (ICAO: ORTS, FAA: IQ-0053) ist ein Flugplatz 7 km südlich von Tikrit (Irak) auf einer Höhe von 101 m über dem Meeresspiegel. Er ist neben Camp Speicher und Tikrit East Airport einer von drei Flughäfen im Umfeld der Stadt.